# Что делать? (телепрограмма)
«Что де́лать?» — общественно-политическая авторская программа разговорного плана (ток-шоу), выходившая на телеканале «Культура» с 27 мая 2001 по 29 июля 2020 года. Ведущий — Виталий Третьяков.

## О программе
Название программы — заимствование названий знаменитого романа Николая Чернышевского «Что делать?» и одноимённого публицистического произведения Владимира Ульянова-Ленина. Передача построена на формате «круглого стола». В ней обсуждались по большей части политические темы, чем она первое время выделялась на фоне остальных передач телеканала. Среди гостей — сотрудники научно-исследовательских институтов, известные деятели искусств, журналисты. По итогам первых телесезонов ведущий написал книгу «Что делать?». — М.: Алгоритм, Эксмо, 2009. — 304 с. — ISBN 978-5-699-34632-5..
В сентябре 2007 года Виталий Третьяков занял должность декана Высшей школы телевидения факультета журналистики МГУ, несмотря на то, что изначально им должен был стать генеральный продюсер АТВ Анатолий Малкин. Тем не менее, телекомпания продолжала производить передачу вплоть до окончания телесезона 2010—2011 годов.
Данная программа стала обладателем премии «ТЭФИ — 2003» в номинации «Лучшая публицистическая программа года».
С самого начала своего существования передача получала смешанные оценки от телевизионных критиков и публики.
С марта по июнь 2020 года передачи не было в эфире телеканала. Впоследствии были показаны два ранее отснятых выпуска, после чего было объявлено о закрытии передачи.

## Список выпусков[11][12]

### Сезон 1 (2001—2002)
| Номер выпуска | Название передачи                                                 | Дата выхода в эфир  | Доступность на канале YouTube |
| ------------- | ----------------------------------------------------------------- | ------------------- | ----------------------------- |
| 1             | «Новая мораль современного общества»                              | 27 мая 2001 г.      |                               |
| 2             | «Российская бюрократия: великая и ужасная»                        | 3 июня 2001 г.      |                               |
| 3             | «Зачем России Чечня?»                                             | 24 июня 2001 г.     |                               |
| 4             | «Русский человек - раб или хозяин?»                               | 8 июля 2001 г.      | -                             |
| 5             | «Готова ли Россия к глобализации?»                                | 22 июля 2001 г.     | -                             |
| 6             | «От бесконфликтного общества к конфликтному?»                     | 5 августа 2001 г.   |                               |
| 7             | «Есть ли смысл жить в России сегодня?»                            | 19 августа 2001 г.  | -                             |
| 8             | «Кризис западной демократии»                                      | 17 сентября 2001 г. |                               |
| 9             | «Выживет ли мир после событий 11 сентября в США?»                 | 1 октября 2001 г.   |                               |
| 10            | «Украина и Россия: братья или соперники?»                         | 15 октября 2001 г.  |                               |
| 11            | «Война или мир?»                                                  | 29 октября 2001 г.  |                               |
| 12            | «Доживёт ли дипломатия до конца XXI века?»                        | 12 ноября 2001 г.   |                               |
| 13            | «Есть ли сегодня в России философия?»                             | 26 ноября 2001 г.   |                               |
| 14            | «Надо ли было распускать СССР?»                                   | 10 декабря 2001 г.  |                               |
| 15            | «Произойдёт ли смена элиты в России?»                             | 28 декабря 2001 г.  |                               |
| 16            | «Образ жизни русских: труд или праздник?»                         | 8 января 2002 г.    |                               |
| 17            | «Политический терроризм: главная угроза XXI века?»                | 21 января 2002 г.   |                               |
| 18            | «Станет ли Россия вновь религиозной?»                             | 4 февраля 2002 г.   |                               |
| 19            | «Российская политическая культура: Блеск или нищета? (часть 1-я)» | 18 февраля 2002 г.  |                               |
| 20            | «Российская политическая культура: Блеск или нищета? (часть 2-я)» | 4 марта 2002 г.     |                               |
| 21            | «Свобода и независимость СМИ - зло или благо для России?»         | 18 марта 2002 г.    |                               |
| 22            | «Современный русский стол: на чём держится власть тамады?»        | 2 апреля 2002 г.    |                               |
| 23            | «Россия для США: враг, союзник, конкурент или младший партнёр?»   | 16 апреля 2002 г.   |                               |
| 24            | «Может ли Россия стать правой страной?»                           | 14 мая 2002 г.      |                               |
| 25            | «Является ли Россия левой страной?»                               | 28 мая 2002 г.      |                               |
| 26            | «Можно ли прогнозировать развитие российской экономики?»          | 11 июня 2002 г.     |                               |
| 27            | «Является ли евразийство спасением для России?»                   | 25 июня 2002 г.     |                               |

### Сезон 2 (2002—2003)
| Номер выпуска | Название передачи                                                    | Дата выхода в эфир  | Доступность на канале YouTube |
| ------------- | -------------------------------------------------------------------- | ------------------- | ----------------------------- |
| 28            | «Можно ли создать в России нормальную партию?»                       | 3 сентября 2002 г.  |                               |
| 29            | «Возникнет ли антиглобалистский интернационал?»                      | 10 сентября 2002 г. |                               |
| 30            | «Как влияют опросы на результаты выборов в России?»                  | 17 сентября 2002 г. |                               |
| 31            | «Можно ли спасти союз России и Белоруссии?»                          | 1 октября 2002 г.   |                               |
| 32            | «Глава России: лидер или вождь?»                                     | 7 октября 2002 г.   |                               |
| 33            | «Вымирает ли Россия?»                                                | 15 октября 2002 г.  |                               |
| 34            | «Почему политика России меняется с каждым новой главой государства?» | 22 октября 2002 г.  |                               |
| 35            | «Великая Октябрьская: революция или переворот?»                      | 5 ноября 2002 г.    |                               |
| 36            | «15 лет свободы творчества: где шедевры?»                            | 12 ноября 2002 г.   |                               |
| 37            | «Возникло ли в России общество потребления?»                         | 19 ноября 2002 г.   |                               |
| 38            | «О чём думает Европа?»                                               | 3 декабря 2002 г.   |                               |
| 39            | «Нужно ли восстанавливать смертную казнь в России?»                  | 10 декабря 2002 г.  |                               |
| 40            | «Есть ли в России гражданское общество?»                             | 14 января 2003 г.   |                               |
| 41            | «Сбылись ли мечты шестидесятников?»                                  | 21 января 2003 г.   |                               |
| 42            | «Может ли Россия накормить себя?»                                    | 4 февраля 2003 г.   | -                             |
| 43            | «Наступил ли конец эпохи сверхдержав?»                               | 18 февраля 2003 г.  |                               |
| 44            | «Природные ресурсы России: чьи они?»                                 | 25 февраля 2003 г.  |                               |
| 45            | «Будет ли создан Евразийский союз?»                                  | 4 марта 2003 г.     |                               |
| 46            | TBA                                                                  | 11 марта 2003 г.    | -                             |
| 47            | «Обман в политике: норма или патология?»                             | 1 апреля 2003 г.    |                               |
| 48            | «Политические технологии: зло или благо?»                            | 8 апреля 2003 г.    |                               |
| 49            | «Есть ли будущее у либерализма?»                                     | 22 апреля 2003 г.   |                               |
| 50            | «Ленин: спасение или проклятие России?»                              | 6 мая 2003 г.       |                               |
| 51            | «Каких начальников любят в России?»                                  | 13 мая 2003 г.      |                               |
| 52            | «Сколько государства нужно России?»                                  | 20 мая 2003 г.      |                               |
| 53            | «Войны в XXI веке: готова ли к ним Россия?»                          | 3 июня 2003 г.      |                               |
| 54            | «Нужно ли улучшать образ России за рубежом?»                         | 10 июня 2003 г.     |                               |
| 55            | «На кого работают российские банки?»                                 | 17 июня 2003 г.     |                               |
| 56            | «Диалог или столкновение цивилизаций?»                               | 24 июня 2003 г.     |                               |

### Сезон 3 (2003—2004)
| Номер выпуска | Название передачи                                     | Дата выхода в эфир | Доступность на канале YouTube |
| ------------- | ----------------------------------------------------- | ------------------ | ----------------------------- |
| 57            | «Осталась ли Россия страной книжной культуры?»        | 5 октября 2003 г.  | -                             |
| 58            | «Возможна ли победа консерватизма в России?»          | 12 октября 2003 г. |                               |
| 59            | «Договор об общественном согласии в России»           | 19 октября 2003 г. |                               |
| 60            | «Массовая культура: зло или зло абсолютное?»          | 26 октября 2003 г. |                               |
| 61            | «О чём спорят философы мира?»                         | 2 ноября 2003 г.   |                               |
| 62            | «Власть и олигархи: возможен ли консенсус?»           | 16 ноября 2003 г.  |                               |
| 63            | «Где лежат корни преступности?»                       | 23 ноября 2003 г.  |                               |
| 64            | «Место России в космической тройке Россия-Китай-США»  | 30 ноября 2003 г.  |                               |
| 65            | «Зачем современному человеку математика?»             | 7 декабря 2003 г.  |                               |
| 66            | «Нужно ли менять конституцию?»                        | 14 декабря 2003 г. |                               |
| 67            | «Сталин: актуален ли он сегодня?»                     | 21 декабря 2003 г. |                               |
| 68            | «Как изменится Россия в 2004 году?»                   | 11 января 2004 г.  | -                             |
| 69            | «Как побороть бедность в России?»                     | 18 января 2004 г.  |                               |
| 70            | «XXI век - век новых империй?»                        | 25 января 2004 г.  |                               |
| 71            | «Банкротство российской элиты: факт или миф?»         | 1 февраля 2004 г.  | -                             |
| 72            | «Политика России в Прибалтике»                        | 8 февраля 2004 г.  |                               |
| 73            | «Умирает ли классическая семья?»                      | 15 февраля 2004 г. |                               |
| 74            | «Возможны ли социальные революции в XXI веке?»        | 22 февраля 2004 г. |                               |
| 75            | «Нужно ли нам бояться арабского мира?»                | 29 февраля 2004 г. |                               |
| 76            | «Что объединяет Россию и Израиль?»                    | 7 марта 2004 г.    |                               |
| 77            | «Что есть прекрасное сегодня?»                        | 14 марта 2004 г.   |                               |
| 78            | «Чему учит пример Солженицына?»                       | 21 марта 2004 г.   |                               |
| 79            | «Кавказ в судьбе России»                              | 28 марта 2004 г.   |                               |
| 80            | «Свобода или безопасность?»                           | 4 апреля 2004 г.   |                               |
| 81            | «Почему мы забыли слово "гуманизм"?»                  | 11 апреля 2004 г.  |                               |
| 82            | «Американская Империя: великая или ужасная?»          | 18 апреля 2004 г.  |                               |
| 83            | «Будущее России в столице или провинции?»             | 25 апреля 2004 г.  |                               |
| 84            | «Можно ли победить коррупцию?»                        | 16 мая 2004 г.     | -                             |
| 85            | «Коран: книга мира или книга войны?»                  | 23 мая 2004 г.     | -                             |
| 86            | «Россия, США, ЕС: возможно ли реальное союзничество?» | 30 мая 2004 г.     | -                             |
| 87            | «Консерватизм - будущее России?»                      | 13 июня 2004 г.    |                               |
| 88            | «СНГ живёт или умирает?»                              | 20 июня 2004 г.    |                               |
| 89            | «Русская архитектура: упадок или ренессанс?»          | 27 июня 2004 г.    | -                             |

### Сезон 4 (2004—2005)
| Номер выпуска | Название передачи                                                          | Дата выхода в эфир | Доступность на канале YouTube |
| ------------- | -------------------------------------------------------------------------- | ------------------ | ----------------------------- |
| 90            | «США, Евросоюз, Россия: Искреннее союзничество или скрытое соперничество?» | 3 октября 2004 г.  | -                             |
| 91            | «Чего ждать России от нового политического поколения?»                     | 10 октября 2004 г. | -                             |
| 92            | «Какой должна быть новая политика на Кавказе?»                             | 17 октября 2004 г. |                               |
| 93            | «Россия: федеративная или унитарная?»                                      | 24 октября 2004 г. |                               |
| 94            | «Демократический эксперимент в России: крах, отступление или новый этап?»  | 31 октября 2004 г. |                               |
| 95            | «В чём своеобразие мысли мусульман?»                                       | 14 ноября 2004 г.  |                               |
| 96            | «Варваризация жизни в России»                                              | 21 ноября 2004 г.  |                               |
| 97            | «Европейская конституция: какова конструкция нового государства?»          | 28 ноября 2004 г.  |                               |
| 98            | «Теория ограниченного суверенитета»                                        | 5 декабря 2004 г.  |                               |
| 99            | «Когда в России возникнет гражданское общество?»                           | 12 декабря 2004 г. |                               |
| 100           | «Как создать современную политическую партию?»                             | 26 декабря 2004 г. |                               |
| 101           | «Карнавализация жизни и политики»                                          | 16 января 2005 г.  |                               |
| 102           | «1905-2005 - столетие русских революций»                                   | 23 января 2005 г.  |                               |
| 103           | «Культура - это свобода или система запретов?»                             | 30 января 2005 г.  |                               |
| 104           | «Почему растёт интерес к советскому искусству?»                            | 6 февраля 2005 г.  |                               |
| 105           | «Судьба местного самоуправления»                                           | 13 февраля 2005 г. |                               |
| 106           | «Стратегические интересы России в мировой политике»                        | 20 февраля 2005 г. |                               |
| 107           | «Что такое постмодернизм?»                                                 | 27 февраля 2005 г. |                               |
| 108           | «Перестройка: история побед или поражений?»                                | 13 марта 2005 г.   |                               |
| 109           | «Стратегические интересы во внутренней политике»                           | 20 марта 2005 г.   |                               |
| 110           | «Куда ведут политические процессы в СНГ?»                                  | 27 марта 2005 г.   |                               |
| 111           | «Что остановит "вымирание" России? Ответ первый: иммиграция»               | 3 апреля 2005 г.   |                               |
| 112           | TBA                                                                        | 10 апреля 2005 г.  | -                             |
| 113           | «Как создаётся инициативная внешняя политика»                              | 17 апреля 2005 г.  |                               |
| 114           | «Нужно ли признавать геноцид армян?»                                       | 24 апреля 2005 г.  |                               |
| 115           | «Сельское хозяйство России через 20 лет»                                   | 15 мая 2005 г.     |                               |
| 116           | «Путинский план демократизации России»                                     | 22 мая 2005 г.     |                               |
| 117           | «Адвокатура или прокуратура?»                                              | 29 мая 2005 г.     |                               |
| 118           | «Русская инженерная школа: исчерпан ли потенциал?»                         | 5 июня 2005 г.     |                               |
| 119           | «Национальная символика России»                                            | 12 июня 2005 г.    |                               |

### Сезон 5 (2005—2006)
| Номер выпуска | Название передачи                                                          | Дата выхода в эфир | Доступность на канале YouTube |
| ------------- | -------------------------------------------------------------------------- | ------------------ | ----------------------------- |
| 120           | «Что такое счастье?»                                                       | 9 октября 2005 г.  |                               |
| 121           | «100-летие Российского парламентаризма: каковы итоги и перспективы?»       | 16 октября 2005 г. |                               |
| 122           | «Теневая экономика России»                                                 | 23 октября 2005 г. |                               |
| 123           | «Зачем нужны музеи-усадьбы?»                                               | 30 октября 2005 г. |                               |
| 124           | «Будущее российской геологии»                                              | 6 ноября 2005 г.   |                               |
| 125           | TBA                                                                        | 13 ноября 2005 г.  | -                             |
| 126           | «Новые молодёжные движения»                                                | 20 ноября 2005 г.  |                               |
| 127           | «Можно ли стабилизировать Кавказ?»                                         | 27 ноября 2005 г.  |                               |
| 128           | «Успехи России на постсоветском пространстве в 2005 году»                  | 4 декабря 2005 г.  |                               |
| 129           | «Самодержавность русской цивилизации»                                      | 11 декабря 2005 г. |                               |
| 130           | «Возможен и нужен ли постоянный процесс?»                                  | 18 декабря 2005 г. |                               |
| 131           | «Что такое общественная палата?»                                           | 25 декабря 2005 г. |                               |
| 132           | «Что нового в русской истории?»                                            | 15 января 2006 г.  |                               |
| 133           | «Как нам реформировать ООН?»                                               | 22 января 2006 г.  |                               |
| 134           | «Общенациональный проект»                                                  | 29 января 2006 г.  |                               |
| 135           | «Как обеспечить энергетическое лидерство в России?»                        | 5 февраля 2006 г.  |                               |
| 136           | «Евросоюз - проблема для России?»                                          | 12 февраля 2006 г. |                               |
| 137           | «Являются ли США проблемой для России?»                                    | 19 февраля 2006 г. |                               |
| 138           | «Стратегические интересы России и Украины?»                                | 5 марта 2006 г.    |                               |
| 139           | «Конфликт цивилизаций: переход в горячую стадию?»                          | 12 марта 2006 г.   |                               |
| 140           | «Кто будет контролировать Центральную Азию?»                               | 19 марта 2006 г.   |                               |
| 141           | «Художник и власть: кто кого больше любит?»                                | 26 марта 2006 г.   |                               |
| 142           | «Что предписывает ислам в быту и политике?»                                | 2 апреля 2006 г.   |                               |
| 143           | «Что нужно реформировать РАН?»                                             | 9 апреля 2006 г.   |                               |
| 144           | «Что происходит с русским языком?»                                         | 16 апреля 2006 г.  |                               |
| 145           | «Всевластие массовой культуры: смириться или бороться?»                    | 23 апреля 2006 г.  |                               |
| 146           | «Три года спустя. Итоги вторжения США в Ирак»                              | 14 мая 2006 г.     |                               |
| 147           | «Президентское послание 2006: что нового?»                                 | 21 мая 2006 г.     | -                             |
| 148           | «Кто является ключевым партнёром России в Азиатско-тихоокеанском регионе?» | 28 мая 2006 г.     | -                             |
| 149           | «Непризнанные государства: как действовать Москве?»                        | 4 июня 2006 г.     |                               |
| 150           | «Политический класс России (часть 1-я)»                                    | 18 июня 2006 г.    |                               |
| 151           | «Политический класс России (часть 2-я)»                                    | 25 июня 2006 г.    |                               |

### Сезон 6 (2006—2007)
| Номер выпуска | Название передачи                                                                    | Дата выхода в эфир | Доступность на канале YouTube |
| ------------- | ------------------------------------------------------------------------------------ | ------------------ | ----------------------------- |
| 152           | «Большой политический сезон России: какова повестка дня?»                            | 8 октября 2006 г.  | -                             |
| 153           | «Зачем России максимальный суверенитет?»                                             | 15 октября 2006 г. |                               |
| 154           | «Новая интеграция на постсоветском пространстве: уже реальность?»                    | 22 октября 2006 г. |                               |
| 155           | «Новые ядерные государства»                                                          | 29 октября 2006 г. |                               |
| 156           | «Российская астрономия сегодня»                                                      | 12 ноября 2006 г.  |                               |
| 157           | «Голод был, а геноцид?»                                                              | 19 ноября 2006 г.  |                               |
| 158           | «Жив ли Марксизм?»                                                                   | 26 ноября 2006 г.  |                               |
| 159           | «Национализм - норма или патология?»                                                 | 3 декабря 2006 г.  |                               |
| 160           | «Как нам живётся в России?»                                                          | 10 декабря 2006 г. |                               |
| 161           | «Распад СССР: уроки для России?»                                                     | 17 декабря 2006 г. |                               |
| 162           | «Каково место России в мировой политике?»                                            | 24 декабря 2006 г. |                               |
| 163           | «Постдемократия»                                                                     | 21 января 2007 г.  |                               |
| 164           | «Внешняя политика России: как развить успех 2006 года? (часть 1-я)»                  | 28 января 2007 г.  | -                             |
| 165           | «Внешняя политика России: как развить успех 2006 года? (часть 2-я)»                  | 4 февраля 2007 г.  | -                             |
| 166           | «Латинская Америка: ближайшее будущее»                                               | 11 февраля 2007 г. |                               |
| 167           | «Что происходит в США?»                                                              | 18 февраля 2007 г. | -                             |
| 168           | «Популярная песня: падение вниз до бесконечности?»                                   | 4 марта 2007 г.    |                               |
| 169           | «Кто является стратегическим партнером России на Дальнем Востоке: Китай или Япония?» | 11 марта 2007 г.   |                               |
| 170           | «Российская многопартийность: что принесут выборы 2007 года?»                        | 18 марта 2007 г.   | -                             |
| 171           | «Как модернизировать Россию?»                                                        | 25 марта 2007 г.   |                               |
| 172           | «Смешное в политике: действительно ли только смешное?»                               | 1 апреля 2007 г.   | -                             |
| 173           | «Как повысить рождаемость?»                                                          | 8 апреля 2007 г.   | -                             |
| 174           | «В чём причины моды на оккультизм и суеверие?»                                       | 15 апреля 2007 г.  | -                             |
| 175           | «Современная русская фантастика: мрачное вместо светлого?»                           | 22 апреля 2007 г.  | -                             |
| 176           | «Близок ли конец нефтяной энергетики?»                                               | 6 мая 2007 г.      |                               |
| 177           | «Какой курс Путин проложил для России?»                                              | 13 мая 2007 г.     |                               |
| 178           | «О чём мечтают граждане России?»                                                     | 20 мая 2007 г.     |                               |
| 179           | «Что есть Россия? (часть 1-я)»                                                       | 27 мая 2007 г.     | -                             |
| 180           | «Что есть Россия? (часть 2-я)»                                                       | 3 июня 2007 г.     | -                             |
| 181           | «Чьи интересы отражает избирательная система России?»                                | 17 июня 2007 г.    |                               |
| 182           | «Нужно ли переносить столицу России?»                                                | 24 июня 2007 г.    |                               |

### Сезон 7 (2007—2008)
| Номер выпуска | Название передачи                                                                       | Дата выхода в эфир  | Доступность на канале YouTube |
| ------------- | --------------------------------------------------------------------------------------- | ------------------- | ----------------------------- |
| 183           | «Что есть Россия? (часть 3-я)»                                                          | 16 сентября 2007 г. | -                             |
| 184           | «Как и зачем преподавать отечественную историю?»                                        | 23 сентября 2007 г. |                               |
| 185           | «Рубль - мировая валюта. Как и когда?»                                                  | 30 сентября 2007 г. |                               |
| 186           | «Что есть Россия? (часть 4-я)»                                                          | 7 октября 2007 г.   | -                             |
| 187           | «Какова судьба русских на Украине?»                                                     | 14 октября 2007 г.  |                               |
| 188           | «Как нам сегодня оценивать Великую Октябрьскую Социалистическую Революцию? (часть 1-я)» | 21 октября 2007 г.  |                               |
| 189           | «Как нам сегодня оценивать Великую Октябрьскую Социалистическую Революцию? (часть 2-я)» | 28 октября 2007 г.  |                               |
| 190           | «Насилие в русской истории: много или мало?»                                            | 11 ноября 2007 г.   |                               |
| 191           | «Кем будет Путин?»                                                                      | 18 ноября 2007 г.   | -                             |
| 192           | «Слышен ли голос русских в Евросоюзе?»                                                  | 25 ноября 2007 г.   |                               |
| 193           | «Общественная нравственность сегодня. Куда движется норма?»                             | 2 декабря 2007 г.   |                               |
| 194           | «Судьба русских в Прибалтике»                                                           | 9 декабря 2007 г.   |                               |
| 195           | «Эра гедонизма: где пределы и каков исход?»                                             | 16 декабря 2007 г.  | -                             |
| 196           | «Конспирология - наука или мифология?»                                                  | 23 декабря 2007 г.  |                               |
| 197           | «Повестка дня для нового президента: в чём особенности?»                                | 20 января 2008 г.   | -                             |
| 198           | «Как организовать контроль за выборами президента США?»                                 | 27 января 2008 г.   |                               |
| 199           | «Интеллектуальная собственность: вокруг чего ведутся дискуссии?»                        | 3 февраля 2008 г.   | -                             |
| 200           | «Что такое демократия?»                                                                 | 10 февраля 2008 г.  |                               |
| 201           | «Церковный раскол на Украине»                                                           | 17 февраля 2008 г.  |                               |
| 202           | «Зачем нам свободное время?»                                                            | 2 марта 2008 г.     |                               |
| 203           | «Что мы знаем о будущем России? (часть 1-я)»                                            | 16 марта 2008 г.    |                               |
| 204           | «Что мы знаем о будущем России? (часть 2-я)»                                            | 23 марта 2008 г.    |                               |
| 205           | «Глобальное лидерство России»                                                           | 30 марта 2008 г.    |                               |
| 206           | «Восточноазиатская стратегия России»                                                    | 6 апреля 2008 г.    |                               |
| 207           | «Образование: где выход из тупика?»                                                     | 13 апреля 2008 г.   |                               |
| 208           | «Какова иерархия ценностей в современном мире?»                                         | 20 апреля 2008 г.   | -                             |
| 209           | «Как вернуть Россию на лидерские позиции в мировой науке?»                              | 11 мая 2008 г.      | -                             |
| 210           | «Пути обновления российских элит»                                                       | 18 мая 2008 г.      |                               |
| 211           | «Местное самоуправление: как и зачем?»                                                  | 25 мая 2008 г.      |                               |
| 212           | «Разделённая Европа: навечно?»                                                          | 1 июня 2008 г.      |                               |
| 213           | «Внешняя политика России: где лежат новые рубежи?»                                      | 8 июня 2008 г.      | -                             |
| 214           | «От какого события вести историю суверенитета России?»                                  | 15 июня 2008 г.     |                               |

### Сезон 8 (2008—2009)
| Номер выпуска | Название передачи                                                                      | Дата выхода в эфир  | Доступность на канале YouTube |
| ------------- | -------------------------------------------------------------------------------------- | ------------------- | ----------------------------- |
| 215           | «Третья сила на Кавказе»                                                               | 14 сентября 2008 г. |                               |
| 216           | «Есть ли у России союзники?»                                                           | 21 сентября 2008 г. |                               |
| 217           | «Как перевести энергию кризиса в эффективную модернизацию?»                            | 28 сентября 2008 г. | -                             |
| 218           | «Глобализация и национальные интересы»                                                 | 5 октября 2008 г.   |                               |
| 219           | «Американские выборы 2008: каков наш выбор?»                                           | 12 октября 2008 г.  |                               |
| 220           | «Изменилось ли в XXI веке содержание политики?»                                        | 19 октября 2008 г.  | -                             |
| 221           | «Как изменилось общественное сознание в России за двадцать лет со времён перестройки?» | 26 октября 2008 г.  | -                             |
| 222           | «Как изменилась политическая система России за последние двадцать лет?»                | 9 ноября 2008 г.    | -                             |
| 223           | «Украинский кризис: как действовать России?»                                           | 16 ноября 2008 г.   |                               |
| 224           | «Совместимы ли мораль и политика?»                                                     | 23 ноября 2008 г.   | -                             |
| 225           | «Президентское послание-2008: каковы перспективы реализации?»                          | 30 ноября 2008 г.   | -                             |
| 226           | «От 1968 к 2008-му. Политические кризисы»                                              | 7 декабря 2008 г.   |                               |
| 227           | «Возродится ли в России либерализм как политическое течение?»                          | 14 декабря 2008 г.  |                               |
| 228           | «Где лежат стратегические пути выхода из экономического кризиса?»                      | 21 декабря 2008 г.  | -                             |
| 229           | «Цивилизационный слом: иллюзия или реальность?»                                        | 28 декабря 2008 г.  |                               |
| 230           | «Коррупция: победить или приручить?»                                                   | 18 января 2009 г.   |                               |
| 231           | «Россия, США, Евросоюз: меняется ли конфигурация в треугольнике?»                      | 25 января 2009 г.   |                               |
| 232           | «Совместимы ли ислам и демократия?»                                                    | 1 февраля 2009 г.   |                               |
| 233           | «Как спасти средний класс во время кризиса?»                                           | 8 февраля 2009 г.   | -                             |
| 234           | «Погибает ли книжная культура?»                                                        | 15 февраля 2009 г.  | -                             |
| 235           | «Что изменит в жизни РПЦ новый Патриарх?»                                              | 1 марта 2009 г.     |                               |
| 236           | «Астрономия: забытая слава России»                                                     | 15 марта 2009 г.    |                               |
| 237           | «Южная Осетия и Абхазия: что дальше?»                                                  | 22 марта 2009 г.    |                               |
| 238           | «Как вернуть Россию на лидерские позиции в мировой науке?»                             | 29 марта 2009 г.    | -                             |
| 239           | «Современные государства: типы, виды и состояние»                                      | 5 апреля 2009 г.    |                               |
| 240           | «Китай: как победить кризис?»                                                          | 12 апреля 2009 г.   | -                             |
| 241           | «Русская культура в XXI веке: всё позади? Что впереди?»                                | 26 апреля 2009 г.   |                               |
| 242           | «Постмодерн: распад цивилизации и политики? (часть 1-я)»                               | 17 мая 2009 г.      |                               |
| 243           | «Постмодерн: распад цивилизации и политики? (часть 2-я)»                               | 24 мая 2009 г.      |                               |
| 244           | «Международная политика: реалии и идеологемы»                                          | 31 мая 2009 г.      |                               |

### Сезон 9 (2009—2010)
| Номер выпуска | Название передачи                                                           | Дата выхода в эфир  | Доступность на канале YouTube |
| ------------- | --------------------------------------------------------------------------- | ------------------- | ----------------------------- |
| 245           | «Как победить терроризм и сепаратизм?»                                      | 20 сентября 2009 г. |                               |
| 246           | «Зачем нужны суперкомпьютеры?»                                              | 27 сентября 2009 г. |                               |
| 247           | «Погибает ли книжная культура?»                                             | 4 октября 2009 г.   |                               |
| 248           | «Как вернуть Россию на лидерские позиции в мировой науке?»                  | 11 октября 2009 г.  | -                             |
| 249           | «Экономический кризис. Сбылись ли прогнозы прошлого года?»                  | 25 октября 2009 г.  | -                             |
| 250           | «Китайская цивилизация (часть 1-я)»                                         | 8 ноября 2009 г.    |                               |
| 251           | «Китайская цивилизация (часть 2-я)»                                         | 15 ноября 2009 г.   |                               |
| 252           | «Русская политическая система»                                              | 22 ноября 2009 г.   |                               |
| 253           | «У Сталина в плену... Почему?»                                              | 29 ноября 2009 г.   |                               |
| 254           | «Где и как растёт демократия снизу?»                                        | 6 декабря 2009 г.   |                               |
| 255           | «Что ждать от результатов президентских выборов на Украине?»                | 13 декабря 2009 г.  |                               |
| 256           | «Как отечественная философия отвечает на вызовы, брошенные России сегодня?» | 20 декабря 2009 г.  |                               |
| 257           | «Российский консерватизм (часть 1-я)»                                       | 17 января 2010 г.   |                               |
| 258           | «Российский консерватизм (часть 2-я)»                                       | 24 января 2010 г.   |                               |
| 259           | «Роль Егора Гайдара в новейшей истории России»                              | 31 января 2010 г.   |                               |
| 260           | «Что происходит с Грузией?»                                                 | 7 февраля 2010 г.   |                               |
| 261           | «Какова оптимальная модель политического устройства России?»                | 14 февраля 2010 г.  |                               |
| 262           | «Экономические волны: от прогнозов к решениям»                              | 28 февраля 2010 г.  |                               |
| 263           | «О главных проблемах сегодняшней России»                                    | 14 марта 2010 г.    | -                             |
| 264           | «Русский язык: всё ещё великий. Но уже не могучий?»                         | 21 марта 2010 г.    |                               |
| 265           | «Постсоветское пространство»                                                | 28 марта 2010 г.    |                               |
| 266           | «25 лет перестройке: уроки выученные и невыученные (часть 1-я)»             | 11 апреля 2010 г.   |                               |
| 267           | «25 лет перестройке: уроки выученные и невыученные (часть 2-я)»             | 18 апреля 2010 г.   |                               |
| 268           | «Ленин: политический гений или авантюрист?»                                 | 25 апреля 2010 г.   |                               |
| 269           | «Арабская цивилизация»                                                      | 16 мая 2010 г.      |                               |
| 270           | «Исторический облик Москвы»                                                 | 23 мая 2010 г.      |                               |
| 271           | «Придёт ли "новое средневековье" на смену капитализму и социализму?»        | 30 мая 2010 г.      |                               |

### Сезон 10 (2010—2011)
| Номер выпуска | Название передачи                                                                           | Дата выхода в эфир  | Доступность на канале YouTube |
| ------------- | ------------------------------------------------------------------------------------------- | ------------------- | ----------------------------- |
| 272           | «Политический сезон 2010-11: цели и перспективы»                                            | 5 сентября 2010 г.  | -                             |
| 273           | «Система коллективной безопасности в Европе»                                                | 12 сентября 2010 г. |                               |
| 274           | «Россия и Белоруссия: когда прекратятся ссоры?»                                             | 19 сентября 2010 г. | -                             |
| 275           | «Образование и телевидение: возможно ли взаимодействие?»                                    | 26 сентября 2010 г. |                               |
| 276           | «Евразийское экономическое сообщество: что есть и кто будет?»                               | 3 октября 2010 г.   |                               |
| 277           | «Свободное время: сколько и зачем?»                                                         | 10 октября 2010 г.  | -                             |
| 278           | «Афганистан: Победить? Усмирить? Освободить?»                                               | 17 октября 2010 г.  | -                             |
| 279           | «Российское общество сегодня: структуры и ценности»                                         | 24 октября 2010 г.  |                               |
| 280           | «Цыгане»                                                                                    | 31 октября 2010 г.  | -                             |
| 281           | «Можно ли остановить волну насилия в современной России?»                                   | 14 ноября 2010 г.   |                               |
| 282           | «Смерть семьи: диагноз окончательный?»                                                      | 21 ноября 2010 г.   |                               |
| 283           | «Молодые учёные России: что с ними делать?»                                                 | 28 ноября 2010 г.   |                               |
| 284           | «Изменится ли международная политика США после поражения демократов на выборах в Конгресс?» | 5 декабря 2010 г.   | -                             |
| 285           | «Нужно ли нам гуманитарное Сколково?»                                                       | 12 декабря 2010 г.  |                               |
| 286           | «Померк ли несвобод в русской поэзии?»                                                      | 19 декабря 2010 г.  |                               |
| 287           | «2011-й: как будем жить?»                                                                   | 26 декабря 2010 г.  | -                             |
| 288           | «Природа столичности. Почему Москва?»                                                       | 16 января 2011 г.   |                               |
| 289           | «Нормальный человек сегодня»                                                                | 23 января 2011 г.   |                               |
| 290           | «Российская нация: была, есть и будет?»                                                     | 30 января 2011 г.   |                               |
| 291           | «Нужно ли сохранить право частной собственности на информацию?»                             | 6 февраля 2011 г.   |                               |
| 292           | «История лошади: конец или возрождение?»                                                    | 13 февраля 2011 г.  |                               |
| 293           | «Какие горизонты открывает современная фантастика?»                                         | 20 февраля 2011 г.  |                               |
| 294           | «Большой Ближний Восток: Тунис, Египет, что дальше?»                                        | 27 февраля 2011 г.  |                               |
| 295           | «Новая сословность: социальный кластеризм»                                                  | 13 марта 2011 г.    |                               |
| 296           | «Образ жизни в современной православной цивилизации»                                        | 20 марта 2011 г.    |                               |
| 297           | «Возможна ли дружба народов России без дружбы культур?»                                     | 27 марта 2011 г.    |                               |
| 298           | «Либерализм и Россия: вечный мезальянс?»                                                    | 3 апреля 2011 г.    |                               |
| 299           | «Тотальный контроль: уже реальность?»                                                       | 10 апреля 2011 г.   |                               |
| 300           | «От Чернобыля до Фукусимы. Что дальше?»                                                     | 17 апреля 2011 г.   |                               |
| 301           | «Сибирь: старые проблемы и новые перспективы»                                               | 15 мая 2011 г.      |                               |
| 302           | «Россия - США: плоды и ресурсы перезагрузки»                                                | 22 мая 2011 г.      |                               |
| 303           | «Тоталитаризм: всё в прошлом или главное в будущем?»                                        | 29 мая 2011 г.      |                               |
| 304           | «Как сохранить единство нации?»                                                             | 5 июня 2011 г.      |                               |
| 305           | «Зачем нужна география в XXI веке?»                                                         | 19 июня 2011 г.     |                               |

### Сезон 11 (2011—2012)
| Номер выпуска | Название передачи                                                 | Дата выхода в эфир  | Доступность на канале YouTube |
| --- | ----------------------------------------------------------------- | ------------------- | ----------------------------- |
| 306 | «Каковы ближайшие императивы будущего года?»                      | 18 сентября 2011 г. | -                             |
| 307 | «Реки и озёра России. Куда утекает вода?»                         | 25 сентября 2011 г. |                               |
| 308 | «Телевидение: благо или зло?»                                     | 2 октября 2011 г.   |                               |
| Программа посвящена 80-летию российского телевидения.                                                                     |                                                                   |                     |                               |
| 309 | «Парк в городе или город-парк?»                                   | 9 октября 2011 г.   |                               |
| 310 | «Почему русский язык перестаёт быть мировым?»                     | 16 октября 2011 г.  |                               |
| 311 | «Новая Москва. Зачем и как?»                                      | 23 октября 2011 г.  |                               |
| 312 | «С мечтой или без мечты?»                                         | 30 октября 2011 г.  |                               |
| 313 | «Турецкий марш и интересы России (часть 1-я)»                     | 13 ноября 2011 г.   |                               |
| 314 | «Турецкий марш и интересы России (часть 2-я)»                     | 20 ноября 2011 г.   |                               |
| 315 | «Американская система ПРО: с Россией или против неё?»             | 27 ноября 2011 г.   |                               |
| 316 | «Реальные знания против суеверий в лженауке»                      | 4 декабря 2011 г.   |                               |
| 317 | «20 лет спустя. Почему погиб СССР?»                               | 11 декабря 2011 г.  |                               |
| 318 | «Евразийский союз»                                                | 18 декабря 2011 г.  |                               |
| 319 | «Колокольный звон: сакральное и музыкальное»                      | 25 декабря 2011 г.  |                               |
| 320 | «Можно ли победить финансовый кризис в ЕС?»                       | 15 января 2012 г.   |                               |
| 321 | «Иран: кто и почему его не любит?»                                | 22 января 2012 г.   |                               |
| 322 | «Экономические реформы в России: история неудач?»                 | 29 января 2012 г.   |                               |
| 323 | «Пенсионная система: как найти оптимальный вариант?»              | 5 февраля 2012 г.   |                               |
| 324 | «Год Российской истории - праздновать, изучать, реабилитировать?» | 12 февраля 2012 г.  |                               |
| Программа приурочена к Году российской истории                                                                            |                                                                   |                     |                               |
| 325 | «Каким должен быть министр культуры России?»                      | 19 февраля 2012 г.  |                               |
| 13 января 2012 года действующий министр культуры РФ Александр Авдеев заявил, что не будет работать в новом правительстве. |                                                                   |                     |                               |
| 326 | «Иван III. Великий, но забытый»                                   | 26 февраля 2012 г.  |                               |
| 327 | «Россия: 2012-й и дальше»                                         | 18 марта 2012 г.    |                               |
| 328 | «Откуда приходят идеи мирового господства? (часть 1-я)»           | 25 марта 2012 г.    |                               |
| Ттема косвенно посвящена Году российской истории.                                                                         |                                                                   |                     |                               |
| 329 | «Откуда приходят идеи мирового господства? (часть 2-я)»           | 1 апреля 2012 г.    |                               |
| 330 | «Эпохи застоя: причины и уроки»                                   | 8 апреля 2012 г.    |                               |
| Программа приурочена к выходу последнего тома трёхтомника об уроках эпохи застоя в СССР.                                  |                                                                   |                     |                               |
| 331 | «Креативный класс - фантом или реальность?»                       | 22 апреля 2012 г.   |                               |
| 332 | «Культурный код России: 100 книг, но каких? (часть 1-я)»          | 6 мая 2012 г.       |                               |
| 333 | «Культурный код России: 100 книг, но каких? (часть 2-я)»          | 13 мая 2012 г.      |                               |
| Вторая часть программы, посвящённой культурному коду России.                                                              |                                                                   |                     |                               |
| 334 | «Россия и Германия»                                               | 20 мая 2012 г.      |                               |
| 2012-2013 годы объявлены Годом Германии в России.                                                                         |                                                                   |                     |                               |
| 335 | «Путин: новый президентский срок»                                 | 27 мая 2012 г.      |                               |
| Итоговая программа сезона посвящена инаугурации президента России Владимира Путина.                                       |                                                                   |                     |                               |

### Сезон 12 (2012—2013)
| Номер выпуска                                                                     | Название передачи                                                                                    | Дата выхода в эфир  | Доступность на канале YouTube |
| --------------------------------------------------------------------------------- | --- | ------------------- | ----------------------------- |
| 336                                                                               | «Смысл бытия и смысл бытия сегодняшней России»                                                       | 16 сентября 2012 г. |                               |
| 337                                                                               | «Абсолютная сила в эпоху всеобщей относительности»                                                   | 23 сентября 2012 г. |                               |
| 338                                                                               | «Лев Гумилёв: все знают, кто понимает?»                                                              | 30 сентября 2012 г. |                               |
| 1 октября 2012 года исполняется 100 лет со дня рождения Льва Николаевича Гумилёва | |                     |                               |
| 339                                                                               | «Святыни и ценности в эпоху постмодернизма и интернета»                                              | 7 октября 2012 г.   |                               |
| 340                                                                               | «Украина перед выборами и после»                                                                     | 14 октября 2012 г.  |                               |
| Выпуск программы целиком посвящён Украине.                                        | |                     |                               |
| 341                                                                               | «Дети, родители и социальный патронат: кто лишний?»                                                  | 21 октября 2012 г.  |                               |
| 342                                                                               | «Какая дорога ведёт к театральному Храму?»                                                           | 28 октября 2012 г.  |                               |
| 343                                                                               | «Почему российское общество уничтожает самое себя?»                                                  | 11 ноября 2012 г.   |                               |
| 344                                                                               | «Независимая Россия под юрисдикцией европейской юстиции»                                             | 18 ноября 2012 г.   |                               |
| 345                                                                               | «Татары в Государстве Российском»                                                                    | 25 ноября 2012 г.   |                               |
| 346                                                                               | «Не пора ли формировать мировое правительство?»                                                      | 2 декабря 2012 г.   |                               |
| Кризис действующей власти в Европе и США.                                         | |                     |                               |
| 347                                                                               | «Николай Данилевский: забытый гений русской философии истории (к 190-летию со дня рождения)»         | 9 декабря 2012 г.   |                               |
| Программа посвящена русскому историку и философу Николаю Данилевскому.            | |                     |                               |
| 348                                                                               | «Советский Союз: исторический опыт, нуждающийся в осмыслении (к 90-летию со дня создания)»           | 16 декабря 2012 г.  |                               |
| 30 декабря исполняется 90 лет со дня создания СССР.                               | |                     |                               |
| 349                                                                               | «Как возродить духовность и моральные нормы в России?»                                               | 20 января 2013 г.   |                               |
| 350                                                                               | «Династия Романовых: 300 лет власти и итоги для России (часть 1-я)»                                  | 27 января 2013 г.   |                               |
| В этом году исполняется 400 лет со дня воцарения в России династии Романовых.     | |                     |                               |
| 351                                                                               | «Династия Романовых: 300 лет власти и итоги для России (часть 2-я)»                                  | 3 февраля 2013 г.   |                               |
| Во второй части программы анализируются события XIX века и начала ХХ-го.          | |                     |                               |
| 352                                                                               | «Грузия и Россия: где выход из тупика?»                                                              | 10 февраля 2013 г.  |                               |
| 353                                                                               | «Белые пятна российской военной истории»                                                             | 17 февраля 2013 г.  |                               |
| 354                                                                               | «Кто дискредитирует либерализм в России?»                                                            | 24 февраля 2013 г.  |                               |
| 355                                                                               | «Русь и Золотая Орда: реальное прошлое и актуальное настоящее»                                       | 3 марта 2013 г.     |                               |
| 356                                                                               | «Как сделать экономику России демократической? (о материальном измерении социальной справедливости)» | 10 марта 2013 г.    |                               |
| 357                                                                               | «Какое, милое, у нас тысячелетье на дворе? (Правильна ли хронология Скалигера?)»                     | 17 марта 2013 г.    |                               |
| 358                                                                               | «Римско-католическая церковь»                                                                        | 24 марта 2013 г.    |                               |
| 359                                                                               | «Африка как цивилизация»                                                                             | 31 марта 2013 г.    |                               |
| 360                                                                               | «Нужны ли профсоюзы в 21 веке?»                                                                      | 7 апреля 2013 г.    |                               |
| 361                                                                               | «Диссертации: научное творчество или оброк?»                                                         | 14 апреля 2013 г.   |                               |
| 362                                                                               | «Российская академия наук в XXI веке»                                                                | 21 апреля 2013 г.   |                               |
| 363                                                                               | «Экономическая наука: споры теоритические или идеологические?»                                       | 28 апреля 2013 г.   |                               |
| 364                                                                               | «Мягкая сила России: где и как она проявляется?»                                                     | 19 мая 2013 г.      |                               |
| 365                                                                               | «Россия как северная страна и цивилизация»                                                           | 26 мая 2013 г.      |                               |
| 366                                                                               | «Политический режим: искусственное и естественное»                                                   | 2 июня 2013 г.      |                               |
| 367                                                                               | «Мир без церквей и религий: утопия или антиутопия?»                                                  | 9 июня 2013 г.      |                               |

### Сезон 13 (2013—2014)
| Номер выпуска | Название передачи                                               | Дата выхода в эфир  | Доступность на канале YouTube |
| ------------- | --------------------------------------------------------------- | ------------------- | ----------------------------- |
| 368           | «Расселение человечества вне Земли: готовы ли мы к этому?»      | 8 сентября 2013 г.  |                               |
| 369           | «Какой будет нынешняя молодёжь через 30 лет?»                   | 15 сентября 2013 г. |                               |
| 370           | «Почему резко снизился экономический рост в России?»            | 22 сентября 2013 г. |                               |
| 371           | «Роман "Что делать?": 150 лет спустя»                           | 6 октября 2013 г.   |                               |
| 372           | «Можно ли создать искусственный мозг?»                          | 13 октября 2013 г.  |                               |
| 373           | «Гуманитарные науки в России: проблемы и достижения»            | 20 октября 2013 г.  |                               |
| 374           | «Русские миллионщики в 19 веке и российские миллиардеры в 21-м» | 10 ноября 2013 г.   |                               |
| 375           | «Жить в океане. Куда испарилась мечта человечества?»            | 17 ноября 2013 г.   |                               |
| 376           | «Юристы: друзья или враги человека?»                            | 24 ноября 2013 г.   |                               |
| 377           | «Сибирская тайга и будущее человечества»                        | 1 декабря 2013 г.   |                               |
| 378           | «Россия в мировой политике: 2013 год»                           | 8 декабря 2013 г.   |                               |
| 379           | «2013 год в новейшей истории культуры России»                   | 15 декабря 2013 г.  |                               |
| 380           | «Переяславская рада. Есть ли повод праздновать юбилей?»         | 19 января 2014 г.   |                               |
| 381           | «Антропология власти: неизменность в истории и в пространстве»  | 26 января 2014 г.   |                               |
| 382           | «Философия права. Как правовые доктрины определяют нашу жизнь?» | 2 февраля 2014 г.   |                               |
| 383           | «Готова ли Россия к кибервойнам и иным войнам будущего?»        | 9 февраля 2014 г.   |                               |
| 384           | «Русская Православная Церковь в современной России»             | 16 февраля 2014 г.  |                               |
| 385           | «Авторитаризм как политический феномен. Возможности и пределы»  | 2 марта 2014 г.     |                               |
| 386           | «Права автора и права публики в современном искусстве»          | 16 марта 2014 г.    |                               |
| 387           | «Русские немцы в истории и сегодня»                             | 23 марта 2014 г.    |                               |
| 388           | «Что такое общее благо?»                                        | 6 апреля 2014 г.    |                               |
| 389           | «Борьба добра со злом в современной литературе»                 | 13 апреля 2014 г.   |                               |
| 390           | «Легко ли вписать Крым в экономику России?»                     | 27 апреля 2014 г.   |                               |
| 391           | «Нужно ли знать церковнославянский язык современному русскому?» | 18 мая 2014 г.      |                               |
| 392           | «Хрущёв и Андропов: альтернативы развития советской истории»    | 25 мая 2014 г.      |                               |

### Сезон 14 (2014—2015)
| Номер выпуска | Название передачи                                                                      | Дата выхода в эфир  | Доступность на канале YouTube |
| ------------- | -------------------------------------------------------------------------------------- | ------------------- | ----------------------------- |
| 393           | «Философия Фридриха Ницше и теория сверхчеловека сегодня»                              | 7 сентября 2014 г.  |                               |
| 394           | «Уроки земства и современное местное самоуправление (к 150-летию земской реформы)»     | 14 сентября 2014 г. |                               |
| 395           | «Украинизация Европы. Европейский союз и Россия в свете конфликта вокруг Украины»      | 21 сентября 2014 г. |                               |
| 396           | «Анархическая идея в начале XXI века»                                                  | 5 октября 2014 г.   |                               |
| 397           | «Третья мировая война: реальная угроза или пропагандистский жупел?»                    | 12 октября 2014 г.  |                               |
| 398           | «Государственный суверенитет: ценность или блажь?»                                     | 19 октября 2014 г.  |                               |
| 399           | «Исламское государство: амбиции, перспективы, реальность угрозы для мира»              | 9 ноября 2014 г.    |                               |
| 400           | «Страны БРИКС - перспективная модель великой глобальной конвергенции?»                 | 16 ноября 2014 г.   |                               |
| 401           | «Школьное сочинение как литературный жанр и форма обучения литературе и родному языку» | 23 ноября 2014 г.   |                               |
| 402           | «Новая индустриализация - рецепт выхода из экономического кризиса начала XXI века?»    | 14 декабря 2014 г.  |                               |
| 403           | «Почему и зачем человек видит сны?»                                                    | 21 декабря 2014 г.  |                               |
| 404           | «Белоруссия в битвах на постсоветском пространстве»                                    | 18 января 2015 г.   |                               |
| 405           | «Можно ли доверять собственным и чужим воспоминаниям?»                                 | 25 января 2015 г.   |                               |
| 406           | «Чем и как живут сегодня крестьяне России?»                                            | 1 февраля 2015 г.   |                               |
| 407           | «Меньшинства против большинства: от восстания к диктату?»                              | 8 февраля 2015 г.   |                               |
| 408           | «Художественная критика - что дышло?»                                                  | 15 февраля 2015 г.  |                               |
| 409           | «Россия и США: предел конфронтации или будет ещё хуже?»                                | 1 марта 2015 г.     |                               |
| 410           | «Чем и кем порождается исламский терроризм?»                                           | 15 марта 2015 г.    |                               |
| 411           | «Как обеспечить мир и развитие Украине?»                                               | 22 марта 2015 г.    |                               |
| 412           | «Перестройка. Пришло ли время объективных оценок?»                                     | 5 апреля 2015 г.    |                               |
| 413           | «Россия и Евросоюз: возможности и перспективы преодоления раскола»                     | 19 апреля 2015 г.   |                               |
| 414           | «Болота - наше богатство?»                                                             | 17 мая 2015 г.      |                               |
| 415           | «Зачем человеку фантазии и мечты?»                                                     | 31 мая 2015 г.      |                               |

### Сезон 15 (2015—2016)
| Номер выпуска | Название передачи                                                               | Дата выхода в эфир  | Доступность на канале YouTube |
| ------------- | ------------------------------------------------------------------------------- | ------------------- | ----------------------------- |
| 416           | «Производительность труда в России»                                             | 13 сентября 2015 г. |                               |
| 417           | «Знаем ли мы, что такое время?»                                                 | 20 сентября 2015 г. |                               |
| 418           | «Непризнанные государства»                                                      | 27 сентября 2015 г. |                               |
| 419           | «Как рождаются юные научные таланты?»                                           | 11 октября 2015 г.  |                               |
| 420           | «Российские предприниматели 20 лет назад и сегодня»                             | 18 октября 2015 г.  |                               |
| 421           | «Инженерная мысль и наука в России сегодня: возможен ли новый расцвет?»         | 25 октября 2015 г.  |                               |
| 422           | «Лев Троцкий: гений или демон Русской революции?»                               | 8 ноября 2015 г.    |                               |
| 423           | «Является ли теология наукой?»                                                  | 15 ноября 2015 г.   |                               |
| 424           | «Теория заговоров: фантазия или историческая реальность?»                       | 22 ноября 2015 г.   |                               |
| 425           | «Можно ли сделать рубль твёрдой и надёжной валютой?»                            | 13 декабря 2015 г.  |                               |
| 426           | «Еда и кухня как феномены культуры, политики и метафизики»                      | 27 декабря 2015 г.  |                               |
| 427           | «2015 год в истории России»                                                     | 17 января 2016 г.   |                               |
| 428           | «Неканонические взгляды на отечественную историю XX века»                       | 24 января 2016 г.   |                               |
| 429           | «Европейская политика 200 лет назад и сегодня (к 200-летию Венского конгресса)» | 31 января 2016 г.   |                               |
| 430           | «Государственная независимость и экономическое процветание»                     | 7 февраля 2016 г.   |                               |
| 431           | «Как Китай относится к своей и к нашей истории?»                                | 14 февраля 2016 г.  |                               |
| 432           | «Декабристы — герои или террористы?»                                            | 28 февраля 2016 г.  |                               |
| 433           | «Мексика — дружественная, но малоизвестная»                                     | 13 марта 2016 г.    |                               |
| 434           | «Ещё раз о Байкале»                                                             | 20 марта 2016 г.    |                               |
| 435           | «Академические словари русского языка в период языковой анархии»                | 27 марта 2016 г.    |                               |
| 436           | «Малые города России: спасать, сохранять, оживлять?»                            | 3 апреля 2016 г.    |                               |
| 437           | «Гражданская война 1918-1920 годов в России»                                    | 10 апреля 2016 г.   |                               |
| 438           | «Погиб ли окончательно институт государственного нейтралитета?»                 | 17 апреля 2016 г.   |                               |
| 439           | «Холодная война 2.0 - миф или реальность?»                                      | 15 мая 2016 г.      |                               |
| 440           | «Государственное планирование экономики»                                        | 22 мая 2016 г.      |                               |
| 441           | «Современная молодёжь: люди будущего или просто подрастающее поколение?»        | 29 мая 2016 г.      |                               |
| 442           | «Как философия отвечает на злободневные вопросы современности?»                 | 5 июня 2016 г.      |                               |

### Сезон 16 (2016—2017)
| Номер выпуска | Название передачи                                                             | Дата выхода в эфир  | Доступность на канале YouTube |
| ------------- | ----------------------------------------------------------------------------- | ------------------- | ----------------------------- |
| 443           | «Перестаёт ли труд быть общечеловеческой ценностью?»                          | 11 сентября 2016 г. |                               |
| 444           | «Разведчик как профессия. О сущности и психологии «бойцов невидимого фронта»» | 25 сентября 2016 г. |                               |
| 445           | «От сущности России к России как к проекту»                                   | 2 октября 2016 г.   |                               |
| 446           | «Евгений Примаков: почему его уважали друзья и враги?»                        | 9 октября 2016 г.   |                               |
| 447           | «Зашёл ли процесс глобализации в тупик?»                                      | 23 октября 2016 г.  |                               |
| 448           | «Чему и как учить в современной школе?»                                       | 30 октября 2016 г.  |                               |
| 449           | «Кому можно и нужно ставить памятники, а кому нельзя?»                        | 13 ноября 2016 г.   |                               |
| 450           | «Не конец истории, а конец утопии»                                            | 20 ноября 2016 г.   |                               |
| 451           | «Мировая политика: взгляд в ближайшее будущее»                                | 27 ноября 2016 г.   |                               |
| 452           | «Нужен ли закон «О российской нации»?»                                        | 4 декабря 2016 г.   |                               |
| 453           | «Интеллигенция и народ в России»                                              | 11 декабря 2016 г.  |                               |
| 454           | «Светлое будущее человечества: идея коммунизма в 60-е годы и спустя полвека»  | 22 января 2017 г.   |                               |
| 455           | «Февральская революция или Февральский переворот?»                            | 29 января 2017 г.   |                               |
| 456           | «Современный человек: всё тот же или уже другой?»                             | 5 февраля 2017 г.   |                               |
| 457           | «Оптимальная политическая модель для России»                                  | 12 февраля 2017 г.  |                               |
| 458           | «Советский индустриальный феномен в годы Великой Отечественной войны»         | 19 февраля 2017 г.  |                               |
| 459           | «Ностальгия по СССР и всему советскому: в чём причины?»                       | 5 марта 2017 г.     |                               |
| 460           | «Смешение цивилизаций или петля миграции?»                                    | 12 марта 2017 г.    |                               |
| 461           | «Права человека - чёрная дыра современного права?»                            | 19 марта 2017 г.    |                               |
| 462           | «Мы, народ...! А что такое народ?»                                            | 2 апреля 2017 г.    |                               |
| 463           | «Как, кому и какие пенсии платить в будущем?»                                 | 9 апреля 2017 г.    |                               |
| 464           | «Полвека «У озера», а проблемы Байкала всё те же?»                            | 23 апреля 2017 г.   |                               |
| 465           | «Что стояло за политической схваткой июня 1957 года в СССР?»                  | 14 мая 2017 г.      |                               |
| 466           | «Военный корреспондент: инструкция по выживанию ради правды»                  | 21 мая 2017 г.      |                               |
| 467           | «Европейская мечта России уходит в прошлое?»                                  | 28 мая 2017 г.      |                               |

### Сезон 17 (2017—2018)
| Номер выпуска | Название передачи                                                                       | Дата выхода в эфир  | Доступность на канале YouTube |
| ------------- | --------------------------------------------------------------------------------------- | ------------------- | ----------------------------- |
| 468           | «Нужны ли России суперкомпьютеры?»                                                      | 10 сентября 2017 г. |                               |
| 469           | «Как и почему Европа породила идеологию и практику нацизма?»                            | 17 сентября 2017 г. |                               |
| 470           | «Пожилые люди: бремя или благо для общества?»                                           | 24 сентября 2017 г. |                               |
| 471           | «Нравственные ценности в публичном пространстве»                                        | 8 октября 2017 г.   |                               |
| 472           | «Россия и Германия - естественные союзники в Европе»                                    | 15 октября 2017 г.  |                               |
| 473           | «Что происходит на постсоветском пространстве? (обо всём, кроме Украины)»               | 22 октября 2017 г.  |                               |
| 474           | «Революция 1917 года: место в истории и уроки для современной России»                   | 29 октября 2017 г.  |                               |
| 475           | «Русская Православная Церковь в светском государстве Россия»                            | 12 ноября 2017 г.   |                               |
| 476           | «Свобода или закон?»                                                                    | 19 ноября 2017 г.   |                               |
| 477           | «Можно ли разделить искусство и политику?»                                              | 3 декабря 2017 г.   |                               |
| 478           | «Воспитание без наказания: возможно ли такое?»                                          | 10 декабря 2017 г.  |                               |
| 479           | «Что такое демократия сегодня?»                                                         | 17 декабря 2017 г.  |                               |
| 480           | «Как повлияла интервенция иностранных государств на ход Гражданской войны в России?»    | 21 января 2018 г.   |                               |
| 481           | «Что есть цивилизованный код России?»                                                   | 28 января 2018 г.   |                               |
| 482           | «Чем дышат почва и судьба?»                                                             | 4 февраля 2018 г.   |                               |
| 483           | «Как преподавать историю в школе и вузах?»                                              | 11 февраля 2018 г.  |                               |
| 484           | «Есть ли у экономики России особый путь?»                                               | 18 февраля 2018 г.  |                               |
| 485           | «Реформация: уроки для Европы и уроки для России»                                       | 4 марта 2018 г.     |                               |
| 486           | «Россия-2024. Желаемый образ будущего»                                                  | 25 марта 2018 г.    |                               |
| 487           | «Сколько нас и где мы хотим жить?»                                                      | 1 апреля 2018 г.    |                               |
| 488           | «"Отставание" России от Запада — это миф или реальность?»                               | 15 апреля 2018 г.   |                               |
| 489           | «Максим Горький - буревестник ушедшей революции или литературный гений на все времена?» | 22 апреля 2018 г.   |                               |
| 490           | «Двести лет Карлу Марксу. А есть ли будущее у марксизма?»                               | 6 мая 2018 г.       |                               |
| 491           | «Май 1968 года как веха в истории человеческой цивилизации»                             | 13 мая 2018 г.      |                               |
| 492           | «Какой должна быть стратегия развития фундаментальной науки в России?»                  | 20 мая 2018 г.      |                               |
| 493           | «Трансформация отношений между мужчинами и женщинами в XXI веке»                        | 27 мая 2018 г.      |                               |

### Сезон 18 (2018—2019)
| Номер выпуска | Название передачи                                                            | Дата выхода в эфир  | Доступность на канале YouTube |
| ------------- | ---------------------------------------------------------------------------- | ------------------- | ----------------------------- |
| 494           | «Как радикально увеличить население России?»                                 | 5 сентября 2018 г.  |                               |
| 495           | «Неопределённость будущего: причины и границы»                               | 12 сентября 2018 г. |                               |
| 496           | «Велика Россия... А где жить?»                                               | 19 сентября 2018 г. |                               |
| 497           | «"Манифест Коммунистической партии"»                                         | 3 октября 2018 г.   |                               |
| 498           | «Русские в Прибалтике: как защитить интересы?»                               | 10 октября 2018 г.  |                               |
| 499           | «Молодёжные организации вчера, сегодня и в будущем»                          | 24 октября 2018 г.  |                               |
| 500           | «Социальная справедливость: объективное и субъективное»                      | 7 ноября 2018 г.    |                               |
| 501           | «Почему и зачем существует зло?»                                             | 14 ноября 2018 г.   |                               |
| 502           | «Кому нужен "умный дом"? Умному или дураку?»                                 | 21 ноября 2018 г.   |                               |
| 503           | «Власть, демократия, популизм»                                               | 5 декабря 2018 г.   |                               |
| 504           | «Советская власть как инновационный проект»                                  | 12 декабря 2018 г.  |                               |
| 505           | «Как сегодня ориентироваться в море современной литературы?»                 | 19 декабря 2018 г.  |                               |
| 506           | «Мифологии XXI века: где граница между реальностью и иллюзиями?»             | 16 января 2019 г.   |                               |
| 507           | «Можно ли победить бедность в сегодняшнем мире?»                             | 23 января 2019 г.   |                               |
| 508           | «Почему уголовная тематика и уголовный стиль жизни так популярны сегодня?»   | 30 января 2019 г.   |                               |
| 509           | «Каковы закономерности и в чём смысл истории?»                               | 6 февраля 2019 г.   |                               |
| 510           | «Человек или "цифра"? Симбиоз или конфликт?»                                 | 13 февраля 2019 г.  |                               |
| 511           | «Города Сибири как показатель тенденций её развития»                         | 20 февраля 2019 г.  |                               |
| 512           | «Педагогика: константы естественного и инновации общественного»              | 6 марта 2019 г.     |                               |
| 513           | «Мировые цивилизации: конфликт, диалог, сотрудничество?»                     | 13 марта 2019 г.    |                               |
| 514           | «Войны за воду — грядущая реальность или очередная беспочвенная антиутопия?» | 20 марта 2019 г.    |                               |
| 515           | «Умирает ли профессия переводчика?»                                          | 3 апреля 2019 г.    |                               |
| 516           | «Всем известная малоизвестная Канада (и ещё о Сибири)»                       | 10 апреля 2019 г.   |                               |
| 517           | «Российская педагогика: славные имена, выдающиеся концепции»                 | 17 апреля 2019 г.   |                               |
| 518           | «"Счастье" и "несчастье" как общественные и политические категории»          | 15 мая 2019 г.      |                               |
| 519           | «Европейский дом в огне. Можно ли его спасти?»                               | 22 мая 2019 г.      |                               |
| 520           | «Каковы виды на урожай России? В этом году и в будущем»                      | 29 мая 2019 г.      |                               |

### Сезон 19 (2019—2020)
| Номер выпуска | Название передачи                                                                | Дата выхода в эфир  | Доступность на канале YouTube |
| ------------- | -------------------------------------------------------------------------------- | ------------------- | ----------------------------- |
| 521           | «Как и почему возникла Берлинская стена?»                                        | 4 сентября 2019 г.  |                               |
| 522           | «Прекариат - новый угнетённый класс XXI века?»                                   | 11 сентября 2019 г. |                               |
| 523           | «Как объективно оценить научную активность учёных?»                              | 18 сентября 2019 г. |                               |
| 524           | «Наше дело правое! Новое сражение Великой Отечественной войны»                   | 2 октября 2019 г.   |                               |
| 525           | «Россия возвращается в Африку: с чем и зачем?»                                   | 9 октября 2019 г.   |                               |
| 526           | «В поисках максимальной свободы. Дорога в рай или путь в тупик?»                 | 16 октября 2019 г.  |                               |
| 527           | «Интеллект искусственный, а человек естественный?»                               | 23 октября 2019 г.  |                               |
| 528           | «Мягкая сила Коминтерна»                                                         | 6 ноября 2019 г.    |                               |
| 529           | «Криптовалюты - новый финансовый инструмент или глобальная финансовая пирамида?» | 13 ноября 2019 г.   |                               |
| 530           | «Как нам реформировать ООН?»                                                     | 20 ноября 2019 г.   |                               |
| 531           | «Психиатрия сегодня: так сходит ли мир с ума?»                                   | 27 ноября 2019 г.   |                               |
| 532           | «Права человека: от системы ценностей к политике»                                | 11 декабря 2019 г.  |                               |
| 533           | «20 лет Союзному государству России и Белоруссии: а что впереди?»                | 18 декабря 2019 г.  |                               |
| 534           | «Религия и церковь как краеугольные камни современной цивилизации»               | 15 января 2020 г.   |                               |
| 535           | «Политические революции - ушедшие в историю?»                                    | 29 января 2020 г.   |                               |
| 536           | «Вы уже готовы стать бессмертным?»                                               | 12 февраля 2020 г.  |                               |
| 537           | «Что такое ребёнок и как относиться к современным детям?»                        | 19 февраля 2020 г.  |                               |
| 538           | «Что есть душа? И есть ли она?»                                                  | 11 марта 2020 г.    |                               |
| 539           | «Политические сюжеты в художественной литературе XXI века»                       | 18 марта 2020 г.    |                               |
| 540           | «Польша и Россия: вражда навсегда?»                                              | 25 марта 2020 г.    |                               |
| 541           | «Книжная полка российского офицера»                                              | 22 июля 2020 г.     | -                             |
| 542           | «Владимир Ленин: 150 лет в истории»                                              | 29 июля 2020 г.     |                               |